# Moulis-en-Médoc
Moulis-en-Médoc ist eine französische Gemeinde im Département Gironde in der Region Nouvelle-Aquitaine mit 1.917 Einwohnern (Stand: 1. Januar 2022). Sie gehört zum Arrondissement Lesparre-Médoc und zum Kanton Le Sud-Médoc (bis 2015: Kanton Castelnau-de-Médoc).

## Geografie
Moulis-en-Médoc liegt etwa 28 Kilometer nordwestlich von Bordeaux nahe dem Ästuar der Gironde. Das Gemeindegebiet gehört zum Regionalen Naturpark Médoc. Umgeben wird Moulis-en-Médoc von den Nachbargemeinden Listrac-Médoc im Norden und Westen, Lamarque im Norden und Nordosten, Arcins im Nordosten, Soussans im Osten, Avensan im Süden und Osten, Castelnau-de-Médoc im Süden und Südwesten sowie Saint-Hélène im Südwesten.

## Bevölkerung
| Jahr      | 1962 | 1968 | 1975  | 1982  | 1990  | 1999  | 2006  | 2017  |
| --------- | ---- | ---- | ----- | ----- | ----- | ----- | ----- | ----- |
| Einwohner | 911  | 972  | 1.016 | 1.208 | 1.326 | 1.366 | 1.596 | 1.830 |

## Sehenswürdigkeiten
- Kirche Saint-Saturnin, auf einer urchristlichen Anlage errichtet, seit 1846 Monument historique
- Schloss Maucaillou, heute ein Weinmuseum
- Schloss Pey Berland
- zahlreiche weitere Weingüter
- Waschhaus

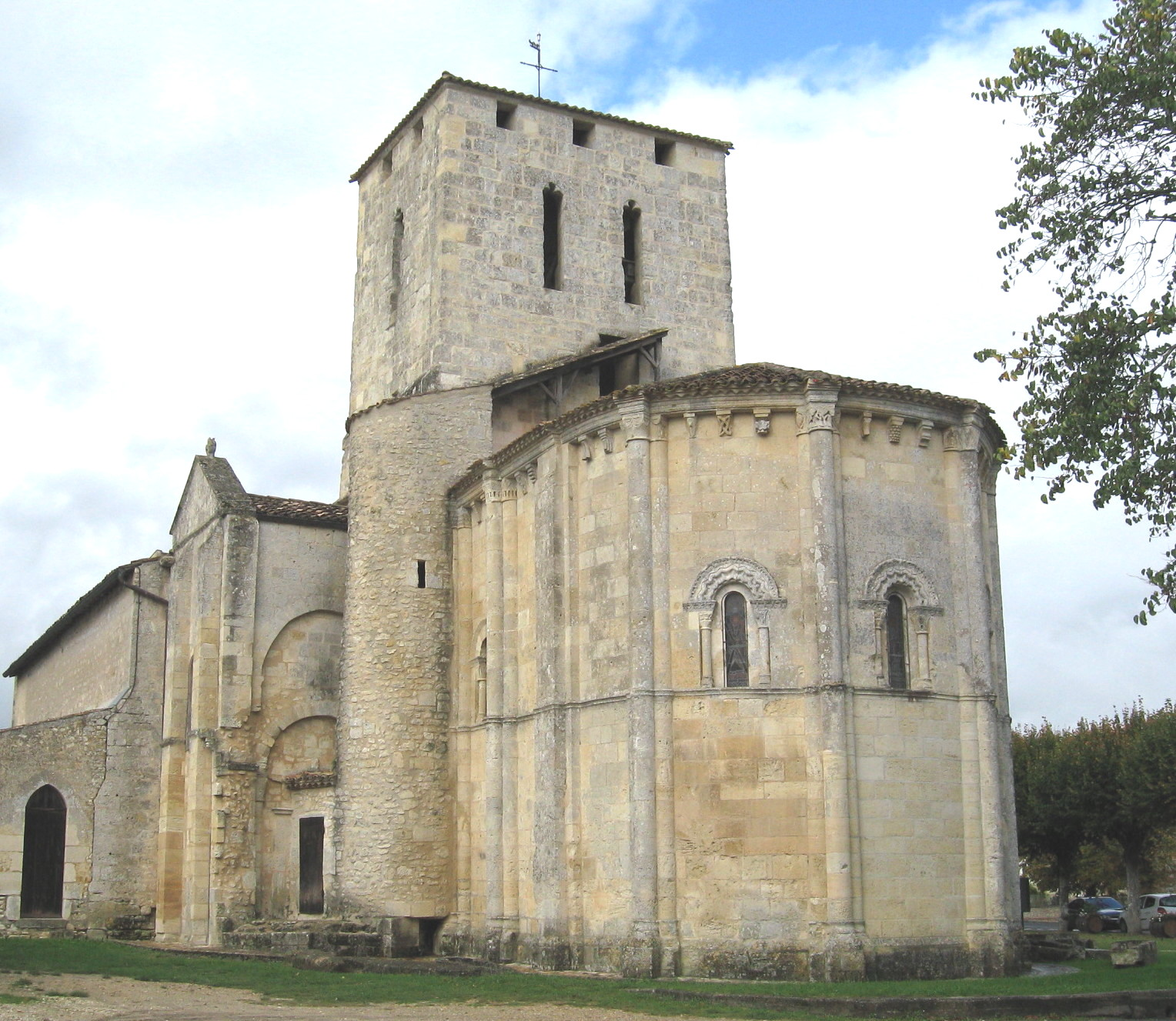
Kirche Saint-Saturnin
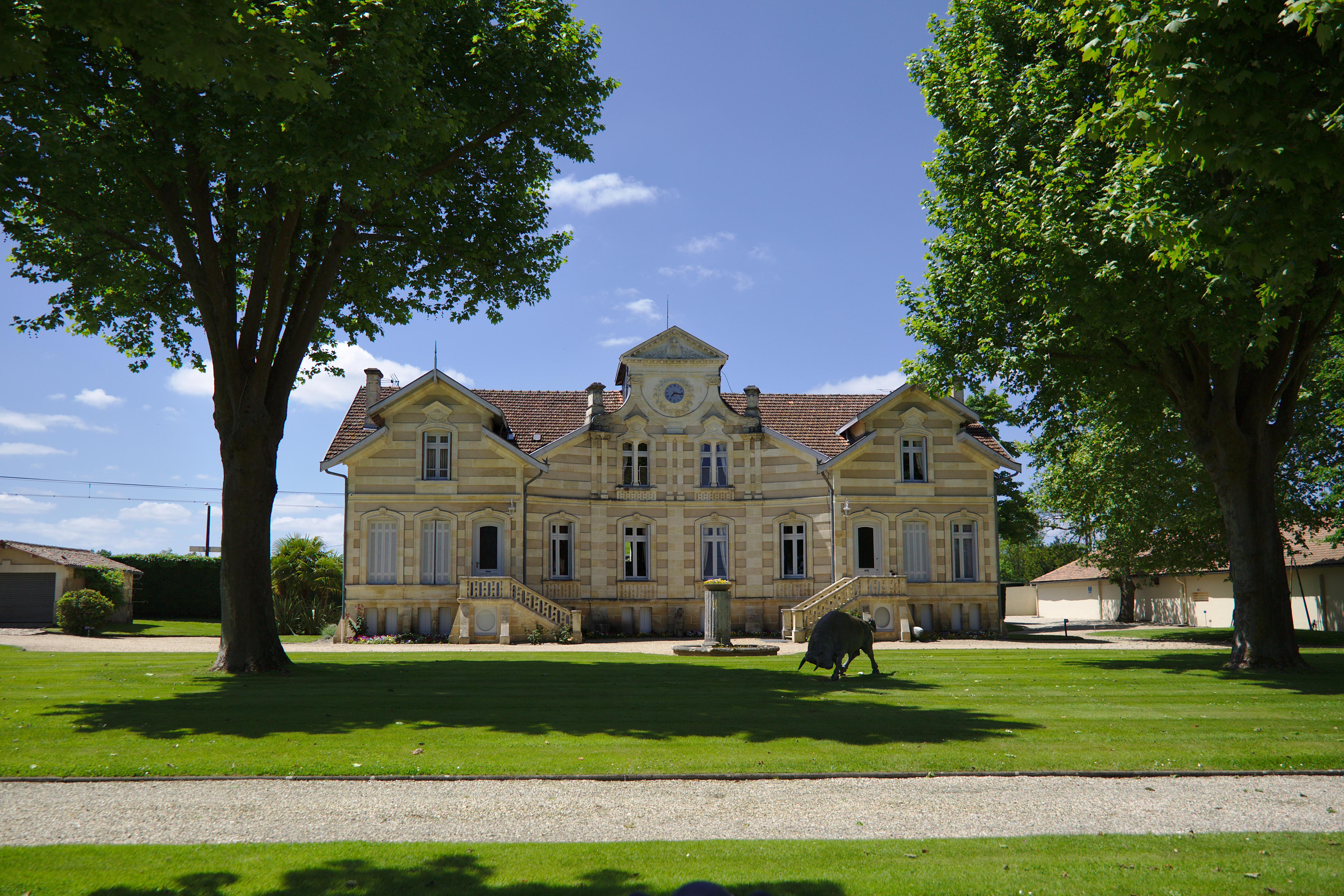
Schloss Maucaillou
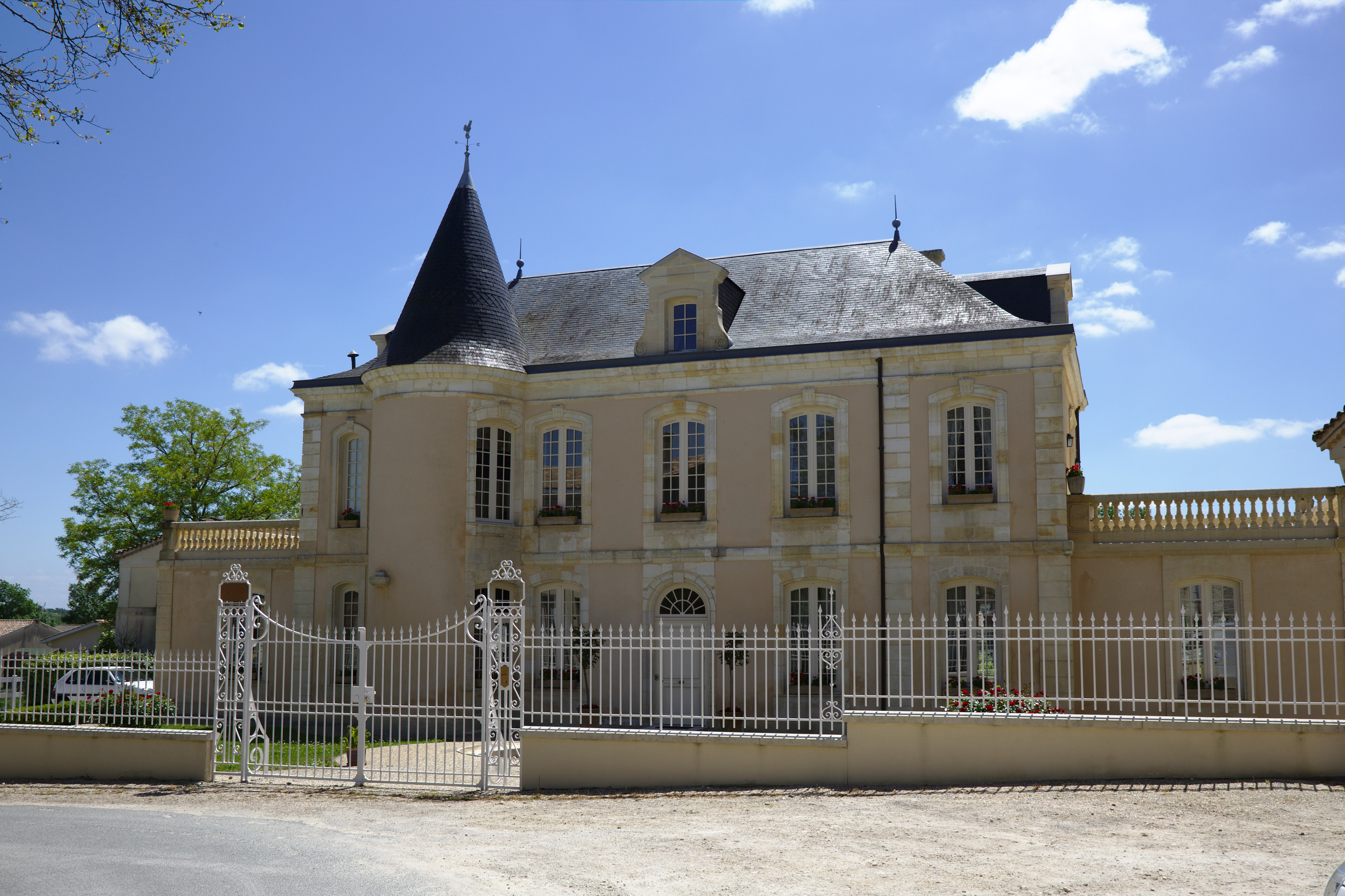
Schloss Pey Berland
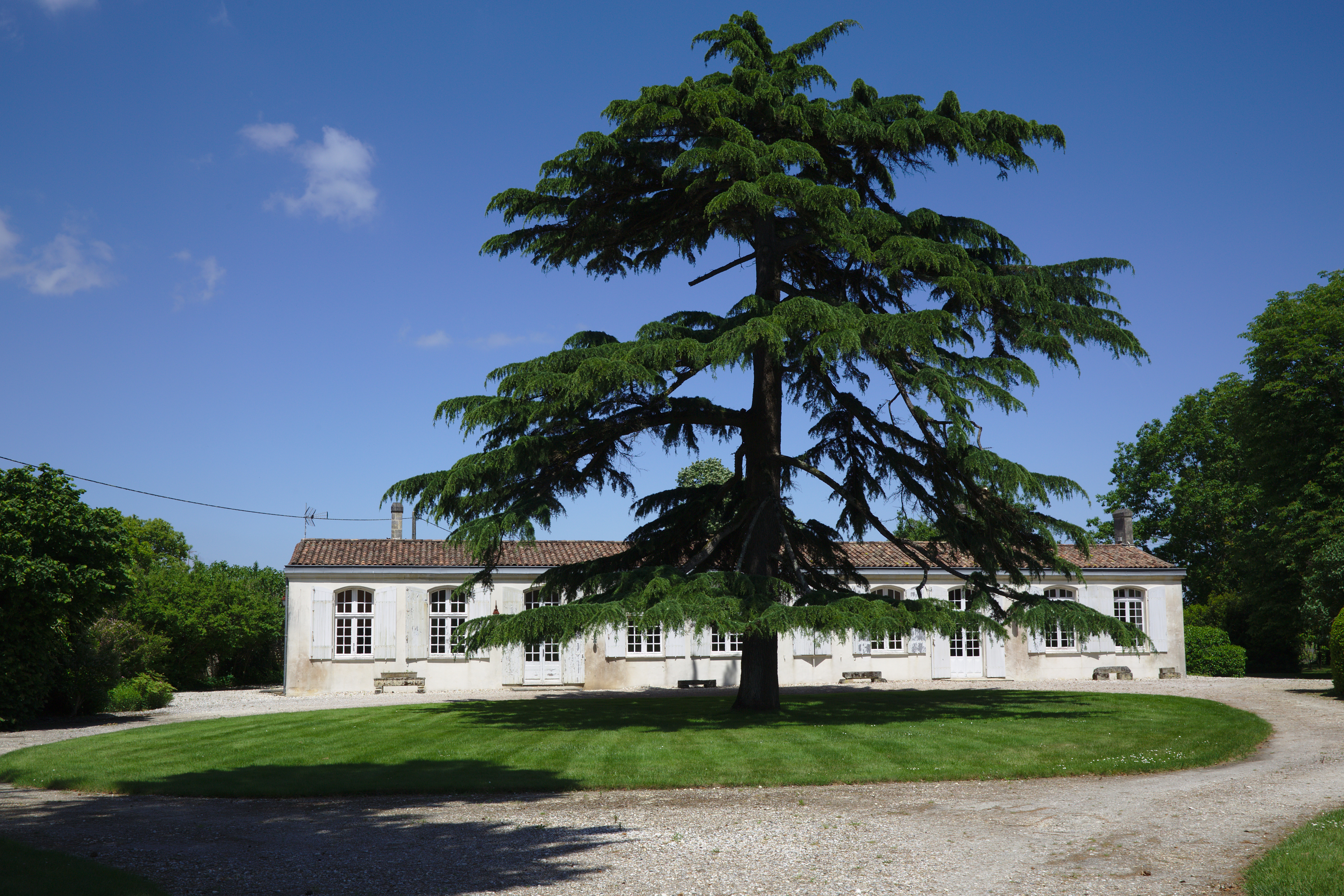
Schloss Poujeau

## Wirtschaft
Moulis-en-Médoc, insbesondere der Kernort Moulis, liegt im Weinbaugebiet Médoc. Die Weine der Appellation Moulis (Haut-Médoc) haben eine besonders hohe Qualität.